# Rio Pelican Creek
O rio Pelican Creek é um rio das Bahamas, na Ilha Andros.